# Ptychoglene ripena
Ptychoglene ripena là một loài bướm đêm thuộc phân họ Arctiinae, họ Erebidae.